# Parlamentarische Versammlung der Union für den Mittelmeerraum

Die Mitgliedstaaten der Union für den Mittelmeerraum

Die Parlamentarische Versammlung der Union für den Mittelmeerraum (PV-UfM) konstituierte sich im März 2004 unter dem Namen „Euromediterrane Parlamentarische Versammlung“ als parlamentarisches Kontrollgremium im Rahmen der Euro-mediterranen Partnerschaft (heute: Union für den Mittelmeerraum) in Athen.
Der parlamentarischen Versammlung gehören vom Europäischen Parlament 45 Abgeordnete, von den  EU-Mitgliedstaaten je 3 Abgeordnete und von den südlichen Anrainerstaaten (Marokko, Algerien, Tunesien, Ägypten, Israel, Libanon, Syrien, Jordanien, den Palästinensischen Autonomiegebieten sowie der Türkei – Libyen hat seit 1999 Beobachterstatus) maximal je 12 Abgeordnete an. Sie tagt einmal jährlich im Wechsel in den verschiedenen Mitgliedstaaten. Ihr Präsident ist Josep Borrell Fontelles vom Europäischen Parlament.
Die Ausschüsse, der Politische Ausschuss für Sicherheit und Menschenrechte, der Wirtschaftliche Ausschuss für Finanzen, soziale Angelegenheiten und Bildung und der Ausschuss für die Förderung der Lebensqualität durch den Austausch von Menschen und Kultur tagen in Brüssel (Belgien) oder auf Einladung auch in einem anderen Mitgliedstaat. Ihre Amtssprachen sind Arabisch, Hebräisch, Türkisch und alle Amtssprachen der EU. Die Arbeitssprachen sind Englisch, Französisch und Arabisch.